# 薩盧達 (北卡羅萊納州)
薩盧達（英語：Saluda）是一個位於美國北卡羅萊納州亨德森縣及波爾克縣的城市。

## 人口
根據2020年美國人口普查的數據，薩盧達的面積為4.03平方千米，皆為陸地。當地共有人口631人，而人口密度為每平方千米157人。